# فص جبهي
الفص الجبهي هو جزء من دماغ الإنسان وأدمغة الثدييات، يقع في الجزء الأمامي لكل من نصفي الكرة الدماغية إذ يتموضع في الجزء الأمامي للفص الجانبي ويحد الفص الصدغي من الجهة العلوية الأمامية. ويفصل بينه وبين الفص الجداري فراغ بين الأنسجة يطلق عليه التلم المركزي، كما يفصله عن الفص الصدغي طي عميق يطلق عليه التلم الجانبي.
يختص بالحركة وبعض التكلم والتخطيط والمنطق والذاكرة البعيدة وغيرها.

فصوص الدماغ:
الفص الصدغي
الفص القذالي
الفص الجداري
الفص الجبهي

يشكل التلفيف أمام المركزي الحد الخلفي للفص الجبهي ويحتوي على القشرة الحركية الأساسية والتي تتحكم بالحركات الإرادية لأجزاء محددة من الجسم.
يحتوي الفص الجبهي للدماغ على معظم الخلايا العصبية الحساسة للدوبامين في قشرة الدماغ. نظام الدوبامين مسؤول عن المكافأة، الاهتمام والانتباه، مهام الذاكرة قصيرة المدى، التخطيط والتحفيز. يميل الدوبامين إلى حصر وانتقاء المعلومات الحسية القادمة من المهاد (thalamus) إلى مقدم الدماغ.
يشير تقرير للمعهد الوطني للصحة الدماغية بالولايات المتحدة الأمريكية إلى أن التغير الجيني والذي يقلل من نشاط الدوبامين في قشرة الفص الجبهي مرتبط بأداء ضعف وعدم كفاءة لمهام تلك المنطقة من المخ أثناء عمل المهام المتعلقة بالذاكرة، ومرتبط كذلك نوعاً ما بارتفاع خطر التعرض للفصام الشخصي: شيزوفرينيا.

## علم التشريح

الفص الجبهي باللون الأحمر

على السطح الجانبي لدماغ الإنسان، تفصل القشرة المركزية بين الفص الجبهي والفص الجداري والتلم الجانبي يفصل بين الفص الجبهي والفص الصدغي.
ويمكن تقسيم الفص الجبهي إلى: جانبي، قطبي، ومداري فوق المدار، ويسمى أيضا القاعدي أو البطني، كل من هذه الأجزاء يتألف من تلافيف معينة:
الجزء الجانبي: التلفيف الأمامي مركزي، الجزء الجانبي من التلفيف جبهي علوي، وسط التلفيف الجبهي يوجد التلفيف الجبهي السفلي.
جزء قطبي: تلافيف الجبهة القطبية، تلفيف الجبهة الهامشية.
الجزء المداري: التلفيف المداري الجانبي، التلفيف الأمامي الجانبي، التلفيف المداري الخلفي، التلفيف المداري الوسطي، التلفيف المستقيم.
جزء وسطي: الجزء الوسطي من التلفيف الجبهي علوي، وتلفيف حزامي.
يتم فصل تلافيف القشرة. على سبيل المثال، التلفيف الأمامي المركزي الذي في الجبهة من القشرة المركزية، والقشرة خلف المركزية. يتم تقسيم التلافيف العلوية والمتوسطة من قبل التلافيف الجبهية، والقشرة الأمامية العلوية. يتم تقسيم التلافيف الوسطى والسفلية الأمامية من قبل القشرة الأمامية الثانوية.
في البشرِ، ينضج الفص الجبهي الأمامي نضجًا كاملًا في سن العشرين، علامات النضج مرتبطة مع سن البلوغ.
وجد الدكتور آرثر توجا، وهو أستاذ في جامعة كاليفورنيا في دراسة للجهاز العصبي، أن النخاعين في زيادة في مسألة الفص الجبهي الأبيض عند الشباب مقارنة بما كانوا عليه عندما كانوا مراهقين.
ويصبح الاتصال العصبي ضعيفًا وغير فعال

## النمو
لسنواتٍ عديدة اعتقد العديد من العلماء أن الفص الأمامي من الدماغ ينمو بشكل غير متناسب في الإنسان مقارنةً بالمخلوقات الأخرى. اعتقدوا أيضاً أن هذا النمو غير المتناسب سمة مهمة في الإنسان وهي السبب في تميز الإدراك لديه عن بقية المخلوقات. لكن هذا التصور تم إحباطه من قبل العديد من البحوث الجديدة. فباستخدام الرنين المغناطيسي لتحديد حجم الفص الأمامي من الدماغ في الإنسان وجميع فصائل القردة الموجودة وبعض أنواع السعادين. وجدت الدكتورة كاترينا سيمنديفاري وغيرها من الباحثين أن الفص الأمامي للقردة والسعادين الكبيرة أكبر نسبياً من دماغ الإنسان، بينما دماغ الإنسان أكبر نسبياً من أدمغة هذه القردة والسعادين الصغيرة.

## الوظيفة
تشمل الوظيفة التنفيذية للفصوص الجبهية نسبة لجبهة الرأس القدرة على تمييز العواقب المستقبلية الناجمة عن السلوكيات الحالية والقدرة على الاختيار بين السلوكيات الجيدة والسيئة (أو الحسنة والأفضل منها)، وتجاهل أو قمع ردود الأفعال الاجتماعية المرفوضة، وتحديد أوجه التشابه والاختلاف بين الأشياء أو الأحداث؛ إذاً فهي تشارك في الوظائف العقلية العليا. أيضاً تلعب الفصوص الجبهية جزءًا مهمًا في الاحتفاظ بالذكريات التي لا تعتمد على مهام لمدى أطول، وغالبًا تكون هذه الذكريات مرتبطة بعواطف أو انفعالات مستمدة من مدخلات جهاز الدماغ الحوفي حيث يقوم الفص الجبهي بتعديل هذه الانفعالات لتتوافق بشكل عام مع المبادئ المقبولة اجتماعيًا.
وتشمل الاختبارات النفسية التي تقوم بقياس وظائف الفص الجبهي تشمل: طرق الإصبع، واختبار ويسكونسين لتصنيف البطاقات، (WCST)
وقياس طلاقة الأشكال والطلاقة اللفظية.
أكدت دراسة نشرت في 2016 أن الفص الجبهي مسؤول عن تصفية ما تلتقطه العين البشرية من صور للمشهد بحيث يقرر ما يمكن رؤيته ويخفي أشياء أخرى من المشهد بحيث لا يمكن تصورها أو تذكرها.

## نظريات
يمكن تقسيم النظريات التي وصفت وظائف الفص الجبهي إلى أربعة نظريات كالتالي:
•	نظرية أحادية الأنظمة والتي تفترض «أن الأضرار التي تمس عملية واحدة أو نظام واحد تتسبب في مختلف أعراض الخلل التنفيذي» (بورغيس، 2003، ص 309).
•	نظرية تعددية الأنظمة، والتي تقترح «أن النظام التنفيذي للفص الجبهي يتكون من عدد من المكونات والتي تعمل معا عادة في التصرفات اليومية (عدم تجانس الوظائف)» (بورغيس، 2003، ص 310.)
•	النظرية التي تقودها فكرة البناء، والتي تفترض «أن معظم إن لم يمكن كل وظائف الفص الجبهي يمكن تفسيرها بناءً على فكرة تجانس الوظائف) مثل الذاكرة العاملة أو التثبيط» (Stuss، 1999، ص 348؛..CF بورغيس وسيمونز، 2005.)
•	نظرية أحادية الأعراض والتي تشير إلى ارتباط خلل تنفيذي معين كالتخريف على سبيل المثال بعمليات وأبنية الهياكل الأساسية) راجع بورغيس وسيمونز، 2005 .)

## نظريات أخرى
أشار الدكتور ستس إلى وجود فرق بين الفئتين متجانسة الأدوار وغير متجانسة الأدوار.
المزيد من المناهج النظرية حول وظائف الفص الجبهي فيما يلي:
-	وحدات المعرفة الإدارية لجرافمن / الأحداث المُنَظمة والمُركبة.(راجع جرافمن ووود 2003).
-	النظرية المتكاملة لدور الفص الجبهي لميلر وكوهين. (على سبيل المثال ميلر وكوهين 2001).
-	منهج مكافأة التحفيز (منهج منبه المكافأة) لرولز، و (أدوار المنبه الأمامي) لستس، (بورغيس وسيمونز 2005، بورغيس 2003، بيرك 2007).
و يمكن التأكيد على أن النظريات المذكورة أعلاه تختلف في تركيزها على بعض الأدوار / والأنظمة، أو إتاحة التركيب.
ستس (1999) صرح أن مسألة التجانس (الأدوار المنفردة) أو عدم تجانس الأدوار (الأدوار المتعددة / الأنظمة)
قد تمثل مشكلة دلالات، أو تحليل وظيفي غير مكتمل بدلاً من الانقسام الذي لا يمكن حله" (348).
ومع ذلك، سوف تظهر المزيد من البحوث حول دور ووظيفة الفص الجبهي التي تمثل تماماً تنوع الأدوار والوظائف، وقريبًا ستكون متاحة ومتوفرة.

## جراحة نفسية
في أوائل القرن العشرين، طُور العلاج الطبي للأمراض العقلية من قبل طبيب الأمراض العصبية البرتغالي إيجاس مونيز الذي وصف عملية يتم فيها قطع المسارات التي تربط الفص الجبهي بالجهاز الطرفي. ولقد نجحت عملية فصل الفص الجبهي (الذي يسمى أحيانًا الصدغ الأمامي) في تقليل نسبة الخطر ولكن على حساب إشارات الإرسال التي غالبًا ما تخضع للعواطف، والإرادة الشخصية. واكتسب الاستخدام العشوائي لهذا الإجراء الجراحي النفسي سمعة سيئة بالإضافة إلى آثاره الجانبية الشديدة والطبيعة الخطرة للعملية. ولقد أُزيل الفص الأمامي بشكل كبير في عملية جراحية دقيقة كعلاج للأمراض النفسية. وما زالت تستخدم الإجراءات الجراحية النفسية الدقيقة جداً على الرغم من ندرتها. ويمكن أن تشمل المحفظة الأمامية (تقرحات حرارية ثنائية من الأطراف الأمامية للكبسولة الداخلية) أو تليف حزامي ثنائي (تتضمن التقرحات من التلافيف الحزامية الأمامية) ويمكن أن تُستخدم لعلاج غير ذلك من اضطرابات الوسواس غير القابل للعلاج أو الاكتئاب المرضي.